# Caroline Deruas
Caroline Deruas (* 1978) je francouzská scenáristka, režisérka a herečka. Jejím manželem je režisér Philippe Garrel. V roce 2005 měla menší roli v jeho filmu Pravidelní milenci. Později se podílela na scénářích k jeho snímkům Un été brûlant (2011), Žárlivost (2013), Ve stínu žen (2015), L'amant d'un jour (2017) a La Lune crevée (2022). Jako režisérka natočila několik krátkometrážních snímků a v roce 2016 měl premiéru její celovečerní režijní debut s názvem L'Indomptée. V letech 2011 až 2012 působila na Francouzské akademii v Římě.